# Tarasówka (obwód homelski)
Tarasówka (biał. Тарасаўка, Tarasauka; ros. Тарасовка, Tarasowka) – wieś na Białorusi, w obwodzie homelskim, w rejonie wieteckim, około 6 km na południowy wschód od Wietki.
Wieś założona przez starowierców (odłam prawosławia) pod koniec XVII w.